# NU'EST
NU'EST (en hangul: 뉴이스트) acrònim de New Establish Style Tempo, formada sota el nom de Pledis Boys, és una boy band sud-coreana de k-pop, formada per Pledis Entertainment al 2012. El grup està format per JR, Minhyun, Aron, Baekho i Ren. El seu club de fans oficial es L.O.Λ.E (ㄴㅇㅅㅌ), nom que deriva del hangul del seu nom.

## Història

### Pre-debut
Previ al seu debut, feren nombroses aparicions amb els seus companys d'agència en llançaments musicals. Foren ballarins secundaris per a cançons com «Wonder Boy» d'After School, la cançó de nadal «Love Letter», així com en el vídeo oficial de la cançó. JR també aparegué al vídeo musical «Bangkok City» d'Orange Caramel i realitzà una col·laboració amb Uee a la seva cançó en solitari «Sok Sok Sok». Baekho aparegué en el vídeo musical «Play Ur Love» d'After School.
JR, Aron i Ren van protagonitzaren juntament amb Lizzy, un anunci de New Balance. JR i Baeko aparegueren al programa de televisió Hello Counselor de KBS i foren presentats per Kahi d'After School com dos membres del grup, això cridà l'atenció dels espectadors i generà gran interés a internet. El grup feu la seva segona aparició oficial el 29 de desembre de 2011, fent una presentació amb After School al SBS Gayo Daejun.

### Debut
El 15 de març de 2012, debutà amb el seu primer senzill, "Face". La seva etapa de debut fou al programa de música M Countdown aquell mateix dia. El grup començà a emetre el seu propi reality show, Making of a Star: NU'EST Landing Operation, durant el seu període promocional.
L'11 de juliol de 2012 tornaren a l'escena pública amb el seu primer EP, Action, i es convertiren en ambaixadors de l'Associació de Scouts de Corea. Durant el seu període de promoció i la resta de l'any, començaren a expandir-se al mercat global, celebrant actes al Japó, Austràlia, altres parts d'Àsia i als Estats Units, incloent actuacions al festival de música KCON. Durant el mes de desembre, començaren a patrocinar McDonald's.

### Hello,Sleep Talking,Re:BIRTHi debut japonès
El gener de 2013, Baekho i Ren feren actuacions a la sèrie de televisió Jeon Woo-chi juntament amb la companya de discogràfica Uee. El 13 de febrer, el grup tornà amb un segon EP: Hello. Celebraren el seu primer concert exclusiu, Show Time NU'EST Time, el mateix dia per commemorar l'estrena. Durant el període promocional, foren seleccionats per SBS MTV Diary juntament amb les seves companyes Hello Venus. Al març, celebraren el seu primer aniversari a través d'un concert al Japó, NU'EST Debut 1st Anniversary Live Show Time. El 8 d'abril, Aron es convertí en un DJ per a Arirang TV.
El 22 d'agost de 2013, NU'EST publicà el seu tercer EP, Sleep Talking, amb una pista titulada amb el mateix nom.
El març de 2014, i per a celebrar el 400è episodi del programa de televisió Show! Music Core, Ren presentà "Something" del grup Girl's Day juntament amb Minhyuk de BtoB, Seungjin d'A-Jax i Hongbin de VIXX.
El 9 de juliol de 2014, NU'EST publicà el seu primer àlbum complet, Re:Birth, amb el senzill "Good Bye Bye". També debutaren al Japó el 5 de novembre, amb el senzill "Shalala Ring".